# روبرتا برونته
روبرتا برونته (انگلیسی: Roberta Brunet؛ زادهٔ ۲۰ مهٔ ۱۹۶۵) دونده دو استقامت و دونده دو نیمه‌استقامت اهل ایتالیا بود.